# Нові Кривотули
Но́ві Кривотули — село в Івано-Франківському районі Івано-Франківської області. Входить до складу Тисменицької міської громади. Розташоване за 22,5 км від центру громади. Через село протікає річка Ворона. До найближчої залізничної станції Отинія — 10 км. Населення близько 1000 осіб.

## Географічне положення
Село Нові Кривотули, розташоване в південно-східній частині Тисменицької МТГ та Івано-Франківського району Івано-Франківської області. Відстань від обласного центру приблизно 30 км, від м. Тисмениця – 22,5 км.
Нові Кривотули є одним з найвищих сіл Тисменицької МТГ. Територіальна площа села становить 8,15 км2. Село Нові Кривотули на півночі межує з селами Слобідка і Чорнолізці, на сході – з Терновицею, на півдні – з Закрівцями, а на заході з Красилівкою.

## Перші згадки та походження назви
Перша письмова згадка про село Нові Кривотули датується 1763 роком. Походження назви села тісно пов’язане із селом Старі Кривотули, яке відоме у джерелах з 1463 року. Правдоподібно, що поселення на височині над річкою Ворона (найвища точка 320 метрів над рівнем моря), на західній межі географічної області, яку називають Тлумацько-Городенківським покуттям, виникло значно раніше. У долині Ворони між теперішніми Старими Кривотулами та Слобідкою здавна існувало поселення під назвою Стави. Тут виявлено археологічні знахідки, датовані добою енеоліту. Для Ворони і нині характерні часті повені, відтак логічно припустити, що люди селилися на більш захищеному від стихії правобережжі ріки. Підтвердження цьому є і в значенні топоніма «Кривотули».
Окрім раніше згаданих версій походження назв Кривотули існують ще і такі: найменш вірогідна – назва походить від зброярів, які виготовляли певний вид мечів, кривих за формою; інша версія спирається на рідко вживане значення слова «криво» - неправильно, несправедливо. Буцімто, людей, які «несправедливо скрилися» і знайшли собі притулок «кривим, несправедливим» шляхом, можливо насильно захопили чужі землі називали «кривотулами». Легенди говорять і про те, що перші поселенці на території теперішніх Старих Кривотул швидко почали освоювати нові території, в результаті їх чисельність постійно зростала, а забудови були хаотичні, тобто «криво тулені» від цього і пішла назва села Кривотули. Але внаслідок частих розливів річки Ворони деякі мешканці перебралися на сусідню височину і заснували там нове село. «Нижні» Кривотули отримали назву – Старі Кривотули, а новостворене село – Нові Кривотули.
Найбільш цікавий і романтизований переказ говорить, що колись по річці Ворона сплавляли ліси. Одного разу греблю на річці прорвала вода і майже всі загинули. Вижив тільки один старий та кульгавий чоловік разом зі своїм сином. На цьому місці вони заснували Кривотули (Старі), але через часті розливи молодший забажав переселитися на горби, так і утворилося село Нові Кривотули.
Тривалий час села мали спільну назву – Кривотули, незважаючи на те, що між двома поселеннями є село Красилівка. І аж в другій половині XVIIІ ст., коли горішнє поселення в адміністративному підпорядкуванні відійшло до ґміни Гостів Тлумацького повіту до топоніма додалися означення Старі та Нові відносно нижнього та верхнього поселення відповідно. Відтоді в польських документах трапляється назва села «Krywotuly Nowe».

## Історія села
У середині XVII ст. до цієї місцевості дійшла Національно-визвольна війна під проводом Богдана Хмельницького. Сусіднє містечко Отинія було центром повстанського руху під проводом Семена Височана. Як стверджують дослідники, в 1648 році неподалік села, в урочищі Могилки, відбувся бій між нечисельним козацьким загоном та польським військом.
У середині XIX ст. в Могилках виникло поселення німецьких селян-колоністів (за патентом Австрійської імперії в той час в Галичині виникло 186 таких колоній), переселенці з австрійських та німецьких територій отримували для обробітку державні землі. За віросповіданням колоністи були протестантами – ще донедавна в цьому можна було пересвідчитись, оглянувши залишки надгробків на невеличкому кладовищі, що розбитий поряд з гаєм і має назву Могилковий ліс. Колонія проіснувала до Першої світової війни.
В Нових Кривотулах існував панський фільварок. Могилу одного з його власників пана Никоровича, що знаходиться на церковному подвір’ї й зараз дбайливо доглядають. Останньою власницею маєтку була пані Мальґанова (у селі й досі існує примовка «прикра як Мальґанка».
У 1934—1939 рр. село входило до об'єднаної сільської ґміни Терновиця Пільна Тлумацького повіту.
У 1939 році в селі проживало 970 мешканців, з них 820 українців-грекокатоликів, 150 українців-римокатоликів.
У 1939 році, після приходу радянської влади, в будівлі фільварку (спорудженій в 1909 році) було відкрито школу. У 1960 році до неї добудували друге крило. 
Неподалік села, біля урочища Красна Гора, в 1915 році проходила лінія австрійсько-російського фронту. У пам’ять про полеглих на цьому місці недавно встановлено високий залізний хрест.
Ще більше страждань завдали мешканцям Нових Кривотул буремні події 1940-х років. У травні-липні 1944 року за село точилися жорстокі бої, його дивом обминуло нищівне бомбардування. У селі діяв кущ ОУН, проводили активні операції підрозділи УПА. У книзі Петра Мірчука «Українська повстанська армія. 1942-1952» наведено такий факт: «18 липня 1945 р. сотня ім. Богуна зорганізувала засідку на большевицьких пограничників на шляху Кривотули – Гостів. На засідку попало 49 большевиків. Після короткого бою вони розбіглися, залишаючи 18 вбитих і 6 важко поранених». Війна та збройний спротив ОУН-УПА торкнулися практично кожної сільської родини, події тих часів насичені десятками героїчних і трагічних епізодів.
У центрі села стоїть пам’ятник-обеліск, біля якого віддають шану всім загиблим односельчанам.
Сільський будинок культури було відкрито у грудні 1984 року. На той час це був один з найкращих закладів культури Тисменицького району, на сцені виступали славетні академічні колективи, як от: хор імені Григорія Верьовки, ансамбль Павла Вірського. Гордістю Нових Кривотул є народний фольклорно-етнографічний аматорський гурт «Козаки».
До 2020 року центр сільської Ради, якій також було підпорядковане село Терновиця.

## Церква Пресвятої Трійці УГКЦ
У 1680 році вперше в цьому селі згадується церква під титулом Св. Миколи. Відомо, що у XVIII ст. в селі існувала церква, проте її з невідомих причин не позначили на карті 1783 року.
Нова церква з дерева постала у 1793 році і була освячена під титулом Пресвятої Трійці.

Сильно пошкоджена під час Першої світової війни. У 1923 році за довоєнним проєктом архітектора Василя Нагірного, коштом громади зведена нова церква, яка збереглася донині.

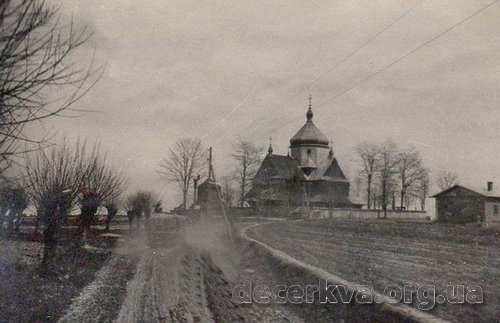
Вигляд церкви Пресвятої Трійці УГКЦ та дзвіниці з південного заходу. Фото 1941 року.

Церква дивом залишилася неушкодженою після спалення села у 1944 році. Була зачинена з 1961 по 1989 рік і перетворена на колгоспний склад. Відновлена перед відкриттям і поновленням богослужінь на зламі 1980-1990-х років. Сьогодні перебуває в користуванні УГКЦ.

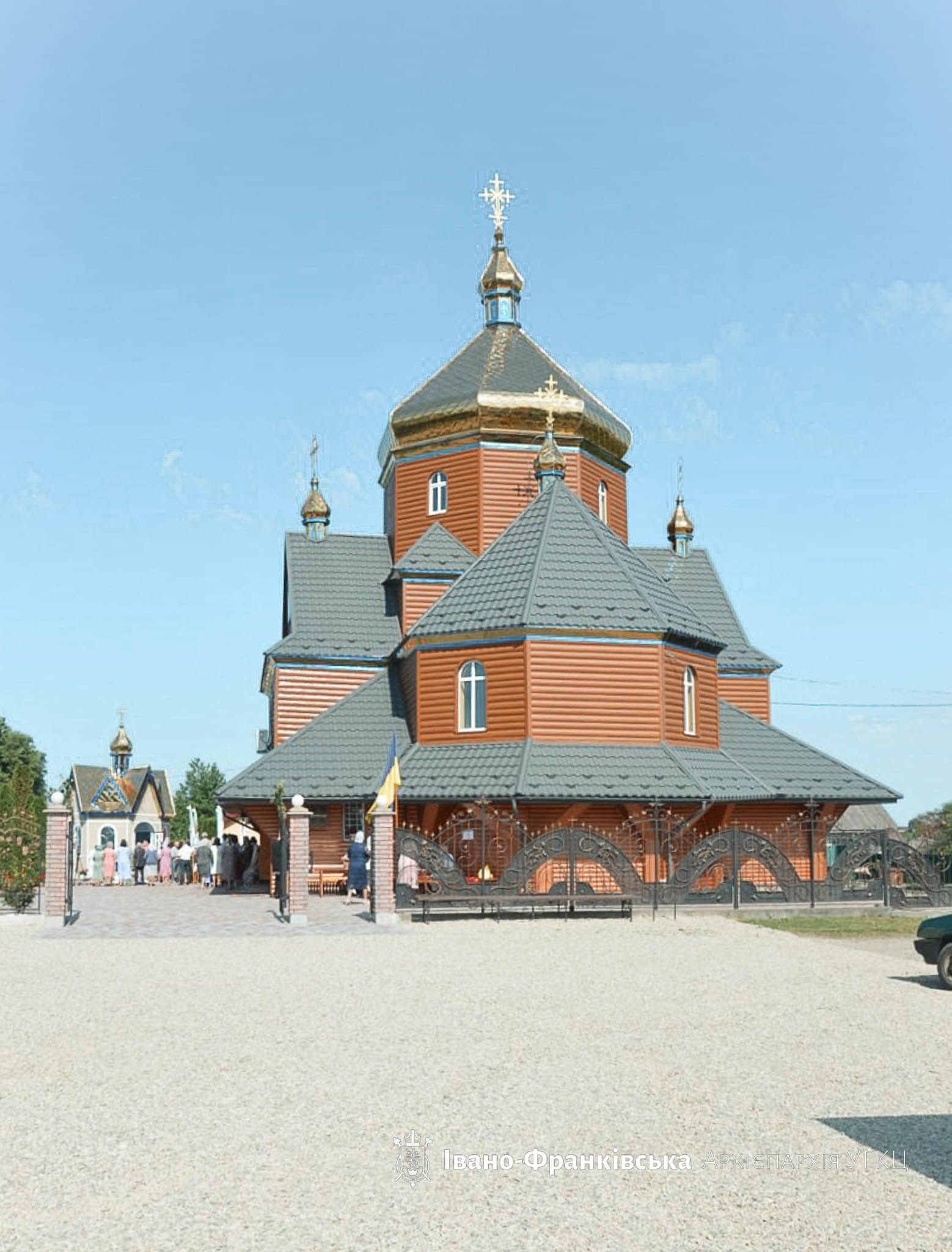
Вигляд церкви Пресвятої Трійці УГКЦ. Сьогодення.

Новокривотульська церква розташована в центрі села, з півночі від головної дороги. Церква є класичною в плані побудови, фундамент утворює хрест і завершується одним верхом.

## Сучасність
Станом на 1 січня 2008 року у Нових Кривотулах налічувалося 280 дворів та 993 особи. Село живе повноцінним життям: функціонують продуктові магазини, поштові відділення, церква, будинок культури, пекарня та ін. Проте, варто зауважити, що кількість населення поступово зменшується, а у віковій структурі переважають люди старшого та похилого віку. 

## Пам’ятки
- Церква Пресвятої Трійці[1][2]
- Хресна Дорога
- Пам’ятник-обеліск